# Мост Елизабета II
Мост Елизабета II (енгл. The Queen Elizabeth II Bridge) је 137 метара висок и 812 метара дугачак висећи мост преко Реке Темзе у југоисточној Енглеској. Отворила га је краљица Елизабета II 1991. године. 
Мост је јужни елемент прелаза Дартфорд, који спаја два краја коловоза М25 у смеру казаљке на сату, стратешки је пут који прелази преко 800 метара широке реке источно од Лондона. Саграђен је поред два ранија тунела под Темзом, која су сада формирала елемент са севера прелаза.
У време завршетка, мост је био највећи европски висећи мост. Године 2010, по главној дужини коју обухвата, он је други највећи висећи мост у Уједињеном Краљевству, после Другог северн прелаза (који је 6 метара дужи, отворен 1996. године), и 44. највећег висећег моста у свету.

## Место
Мост је најисточнији путни мост који прелази преко реке Темзе и једини је мост преко реке источно од Ширег Лондона. У време отварања био је тек други мост на реци Темзи источно(низводно) од Лондонског моста направљеног пре више од хиљаду година. Историјски разлог за то је што су мостови онемогућивали високим бродовима и другим већим бродовима да стигну до Базена Лондона, који је водио до бројних тунела уместо тога, док конструкција већих бродова није постала изводљива.

## Одлике
Главни распон моста, дужина пута између његове две куле (пилона), измерена је на 450 метара. Ово заједно са 181 метара дугачким спољним распонима са обе стране даје мосту укупну дужину путног дека од 812 метара. Спољни распони су такође подржани испод помоћу бетонских стубова.